# Antipapa Clemente VII

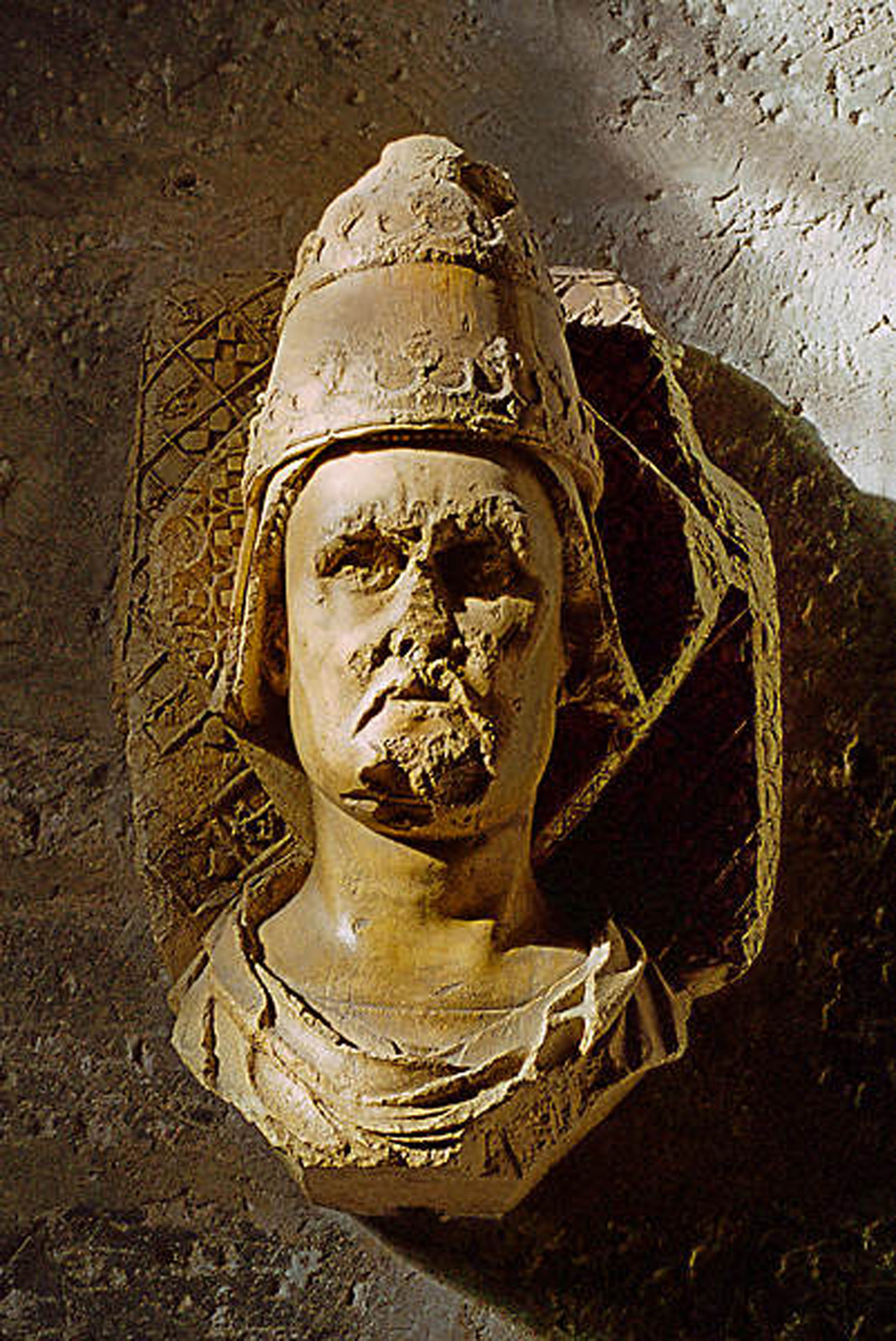
Busto de Antipapa Clemente VII

Brasão

Clemente VII (1342 - 16 de setembro 1394), nascido Roberto de Genebra, foi um antipapa sediado em Avinhão, o primeiro do Grande Cisma do Ocidente.

## Biografia
Roberto de Genebra nasceu no Castelo de Annecy; mais novo dos cinco filhos de Amadeu III, Conde de Genebra, e seigneur de Cruseilles, e Marie (Mahaut, Matilde ou Mafalda) de Boulogne, prima do rei da França. Sobrinho materno do cardeal Guy de Boulogne. Ele era chamado de cardeal de Genève.
Destinado à vida eclesiástica desde jovem, estudou na Universidade La Sorbonne, Paris. Cônego do capítulo da catedral de Paris. Chanceler da diocese de Amiens. Protonotário apostólico em 1359. Familiar do Papa Inocêncio VI.
Eleito bispo de Thérouanne pelo Papa Gregório XI, 3 de novembro de 1361. Transferido para a sé de Cambrai, 11 de outubro de 1368. No entanto, residiu mais frequentemente na corte papal em Avinhão.
Criado cardeal-presbítero de Ss. XII Apostoli no consistório de 30 de maio de 1371. Obteve numerosos benefícios, incluindo os priorados de Etoy, Payerne, Douvaine (Alta Saboia). Legado na Lombardia e na Toscana, juntamente com o cardeal Francesco Tebaldeschi; como chefe de um exército de mercenários bretões, foi encarregado de controlar uma rebelião nos Estados Papais; deixou a cúria papal em 27 de maio de 1376.
Cardeal de Genève foi responsável por massacres na guerra contra Florença, especialmente em Cesena em fevereiro de 1377; retornou a Roma em 13 de março de 1378.
Em 1377, o Papa Gregório XI decidiu deslocar a sede do papado de novo para Roma. Participou do conclave de abril de 1378, que elegeu o Papa Urbano VI; esta escolha foi influenciada pela população de Roma, que queria assegurar com a eleição de um italiano a permanência do papado na cidade. A maioria dos cardeais de origem francesa discordava desta escolha e detestava o novo papa pela sua personalidade conflituosa. Em 14 de abril, Roberto, escreveu a Carlos V da França notificando-o da eleição do novo papa. No final do mês seguinte de maio, desgostoso com o comportamento do papa, começou a tramar uma revolta contra ele; os cardeais franceses foram a Anagni, quando estavam convencidos de que o papa era perturbado ou incapaz; declararam inválida a eleição de Urbano VI devido à violência exercida sobre eles; depuseram o pontífice em 9 de agosto; o cardeal de Genève foi um dos seus líderes.
Participou do conclave de setembro de 1378, no qual os cardeais - quase todos franceses - se reuniram na catedral de S. Pietro, Fondi, perto de Anagni, no reino de Nápoles, e foi eleito antipapa na primeira votação; o fato de não ser francês ou italiano pode ter sido um fator decisivo em sua eleição.
Foi proclamado em 21 de setembro pelo cardeal-diácono Pierre Flandrin. Coroado em 31 de outubro de 1378, não por um cardeal, mas pelo conde Onorato Caetani. Com sua eleição, o Grande Cisma do Ocidente começou. Ele criou trinta e quatro pseudocardeais em onze consistórios. Fez sua entrada solene em Avignon em 20 de junho de 1379. Para concretizar o cisma, Clemente VII excomungou e foi excomungado por Urbano VI e fixou residência em Avinhão.
Ao contrário do seu opositor, Clemente VII era um diplomata experiente em manobras políticas e soube alcançar apoios para a sua causa. França, Saboia, os reinos espanhóis, Irlanda e Escócia rapidamente se uniram ao seu partido. Numerosas delegações e o uso da força permitiram-lhe obter o apoio do Reino de Nápoles e da Península Ibérica. Reconhecido pelos bispos de Basileia, Lausanne e Genebra (1378-1383). Se mostrou particularmente ardiloso quando se valeu da crença do Santo Sudário para incentivar a fé católica e, ao mesmo tempo, gerar recursos para sua Igreja. Contrariando outras vozes da Igreja, declarou-a como autêntica, relíquia sagrada, e ofereceu indulgências a quem peregrinasse para a ver.
Em 1392, com a morte de seu irmão, Pedro I de Genebra, se tornou o último Conde da Casa de Genebra.
O antipapa Clemente VII faleceu em 16 de setembro de 1394, entre 9 e 10 da manhã, de uma apoplexia, no Palácio dos Papas de Avinhão, após ter rezado pela intercessão do cardeal Pierre de Luxembourg para a remissão de seus pecados. Sepultado na catedral de Avinhão dois dias depois. Em 18 de setembro de 1401, durante o cerco do palácio papal em Avinhão, seus restos mortais foram transferidos, pelos cardeais dissidentes do antipapa Bento XIII, para seu túmulo definitivo na igreja dos Celestinos em Avinhão.